# Landesmusikgymnasium Rheinland-Pfalz
Das Landesmusikgymnasium Rheinland-Pfalz (Peter-Altmeier-Gymnasium) mit Sitz in Montabaur ist die einzige Schule ihrer Art im Land Rheinland-Pfalz. Ziel der Schule ist es, neben dem Erwerb der allgemeinen Hochschulreife eine musikalische Ausbildung zu vermitteln, die zu einem Musikstudium befähigt.

## Geschichte
Das Peter-Altmeier-Gymnasium Montabaur war bis zum Jahr 1999 Aufbaugymnasium. Ab 1991 kamen die ersten Musikschüler in die fünfte Klasse, dieser erste Jahrgang der Musikschüler machte im Jahr 2000 Abitur.

## Schulunterricht und Abschluss
Die Schule bereitet die Schüler von der Klasse 5–13 auf das Abitur in Rheinland-Pfalz vor und endet mit dem Abschluss der allgemeinen Hochschulreife. Neben dem Abiturzeugnis erhalten die Schüler außerdem ein Zertifikat über ihre musikalischen Fähigkeiten. Die Abiturprüfung im Leistungsfach Musik umfasst die Teilbereiche Musikgeschichte, Theorie und Gehörbildung sowie eine benotete Prüfung in Gesang und/oder am Instrument. Zurzeit werden dort etwa 400 Schüler unterrichtet.
Seit dem Schuljahr 2005/2006 hat das Landesmusikgymnasium eine Ganztagsschule in Angebotsform (GTS) eingerichtet. Die Teilnehmer dieses Angebots erhalten ein Mittagessen aus der Internatsküche und werden montags bis donnerstags bis 15.50 Uhr pädagogisch betreut. Die Teilnahme an der Ganztagsschule mit der Betreuung am Nachmittag ist grundsätzlich freiwillig, hat jedoch den Vorteil, dass dadurch ein warmes Mittagessen sichergestellt ist und die Zeiten bis zu dem am Nachmittag stattfindenden Instrumentalunterricht und/oder den Ensembles sinnvoll ausgefüllt und überbrückt werden.
Die Aufnahme in das Landesmusikgymnasium ist gekoppelt an einen musikalischen Aufnahmetest, in dem die bereits vorhandenen grundlegenden musikalischen Fähigkeiten und das musikalische Potential anhand von Hörttests, Rhythmusgefühl, Gesang und einem Vorspiel, wo das bereits vorhandene Können an einem ggf. bereits gespielten Instrument beurteilt werden. Die Schüler erhalten an der Schule Instrumentalunterricht, welcher in der Regel am Nachmittag nach den regulären Schulstunden stattfindet. Die Teilnahme an mindestens einem Ensemble der Schule ist verpflichtend, viele Schüler sind tatsächlich gleichzeitig in mehreren unterschiedlichen Ensembles aktiv.
Zusätzlich zu den regulären gymnasialen Leistungen in den Pflichtfächern müssen jedes Jahr die erlernten musikalischen Fähigkeiten im Rahmen eines benoteten Vorspiels unter Beweis gestellt werden, welches in die Musiknote mit einfließt. Alternativ kann das Pflichtvorspiel durch eine entsprechend gut bewertete Leistung bei einer Teilnahme an Jugend musiziert ersetzt werden.
Regelmäßig wird Eltern, Freunden und Verwandten der erreichte Leistungsstand aller Schüler/Ensembles im Rahmen von mehrtägigen Weihnachtskonzerten präsentiert. Da aufgrund der Corona-Pandemie die Weihnachtskonzerte 2020 und 2021 nicht stattfinden konnten, wurde am 3. Juli 2022 stattdessen ein großes tagesfüllendes Sommer-Open-Air in Montabaur veranstaltet.

## Internat
Es stehen 80–90 Internatsplätze zur Verfügung. Übungsräume mit Klavieren sowie Freizeiträume sind im Internat vorhanden.
Die Internatsschüler fahren jedes Wochenende nach Hause.

## Förderverein
Der Verein der Ehemaligen, Freunde und Förderer (VEFF) des Landesmusikgymnasiums Rheinland-Pfalz, Peter-Altmeier-Gymnasium Montabaur e. V. hat ca. 700 Mitglieder. Er pflegt die Verbindungen zwischen Alumni, Elternschaft und ehemaligen Lehrkräften. Mit den gesammelten Spendengeldern werden unterschiedliche Projekte und Anschaffungen der Schule finanziert. Vorsteher des Vereins ist Christoph Quernes.

## Ensembles
- Sinfonieorchester des Landesmusikgymnasiums
- Kammerphilharmonie „musica viva“
- Big Band „Yellow Tone Orchestra“[10]
- Big Band „Blueberry Jazz Orchestra“[10]
- Jazz Combos „Jhobbitz“ & „Freeloader“ & „On Cue“
- Kammerchor „Art of the Voice“
- Mädchenchor „laFilia“
- Gitarrenensemble „cantomano“
- Schlagzeugensembles
- Blechbläserensemble
- Sinfonisches Blasorchester
- Streichervororchester
- Ars-nova-21
- Akkordeonensemble
- Bläservororchester
- Chor der Klassen 5
- Chor der Klassen 6
- Blechbläserquartett 5-1
- Flötenensemble „Flautastique“
- Klarinetten Oktett

(Quelle: )

## Bekannte Schüler
- Benedikt Kloeckner (* 1989), Cellist
- Martin Stadtfeld (* 1980), Pianist
- Sebastian Steinhardt (* 1982), Produzent, Komponist und Pianist

## Bekannte Lehrer
- Wilfried Maria Danner (* 1956), Komponist
- Denys Proshayev (* 1978), Klavier

## Freiwilliges Soziales Jahr (FSJ)
Am Landesmusikgymnasium Rheinland-Pfalz gibt es die Möglichkeit, ein Freiwilliges Soziales Jahr zu absolvieren mit den Aufgabenbereichen:
- Unterstützung bei der Planung eines Konzertes/Auftrittes
- Hausaufgabenbetreuung
- Verwaltung von Instrumenten